# Leszek Korporowicz
Leszek Janusz Korporowicz (ur. 3 czerwca 1956) – polski socjolog, doktor habilitowany nauk humanistycznych, specjalista w zakresie socjologii kultury, socjologii języka, socjologii komunikacji, psychologii społecznej, komunikacji międzykulturowej.
Absolwent studiów socjologicznych na Uniwersytecie Warszawskim (1980). Profesor Instytutu Studiów Międzykulturowych Uniwersytetu Jagiellońskiego, Wydziału Nauk Społecznych Szkoły Wyższej im. Bogdana Jańskiego oraz Katedry Stosowanych Nauk Społecznych Politechniki Śląskiej.
W latach 2010–2012 dyrektor Instytutu Bliskiego i Dalekiego Wschodu Uniwersytetu Jagiellońskiego. Od 1983 do 2008 pracownik naukowy w Zakładzie Socjologii Kultury Instytutu Socjologii Uniwersytetu Warszawskiego. Uczeń i współpracownik jednej z najbardziej cenionych postaci współczesnej polskiej socjologii, Antoniny Kłoskowskiej. Praca doktorska obroniona w 1985 i opublikowana przez Oficynę Naukową w 1993 pt. Tworzenie sensu. Język, kultura, komunikacja. Praca habilitacyjna obroniona w 1998 i opublikowana przez Instytut Socjologii w 1996 pt. Osobowość i komunikacja w społeczeństwie transformacji podejmowała problematykę kulturowych wymiarów globalizacji, wielokulturowości. Autor prowadzi w Zakładzie Socjologii Kultury badań nad komunikacją międzykulturową, przeobrażeniami wartości społecznych oraz nad dynamiką rozwoju kulturowego jednostki oraz grup, procesami kształtowania tożsamości kulturowej. W latach dziewięćdziesiątych prof. Korporowicz uczestniczył w rozwoju polskich badań ewaluacyjnych (studiów nad badaniem wartości i skuteczności programów społecznych). Pod jego redakcją ukazała się wydana przez Oficynę Naukową w 1997 praca pt. Ewaluacja w edukacji; inicjował powstanie Polskiego Towarzystwa Ewaluacyjnego. Do 2009 był prorektorem Szkoły Wyższej im. Bogdana Jańskiego.

## Publikacje
- Ewaluacja w edukacji / red. nauk. Leszek Korporowicz; [tł. z ang.]. Warszawa; Oficyna Naukowa, 1997[6]
- Komunikacja międzykulturowa: zbliżenia i impresje / pod red. Aliny Kapciak, Leszka Korporowicza i Andrzeja Tyszki ; [Instytut Kultury, Instytut Socjologii Uniwersytetu Warszawskiego]. Warszawa; IK, 1995
- Komunikacja międzykulturowa: zderzenia i spotkania. Antologia tekstów / pod red. Aliny Kapciak, Leszka Korporowicza i Andrzeja Tyszki. Warszawa; Instytut Kultury, 1996
- Osobowość i komunikacja w społeczeństwie transformacji / Leszek Korporowicz; Instytut Kultury. Warszawa; IK, Instytut Socjologii Uniwersytetu Warszawskiego, 1996
- Tworzenie sensu: język, kultura, komunikacja / Leszek Korporowicz. Warszawa; "Oficyna Naukowa", 1993

## Odznaczenia
- Złoty Medal „Zasłużony dla Nauki Polskiej Sapientia et Veritas” (2023)[7]